# Sahel

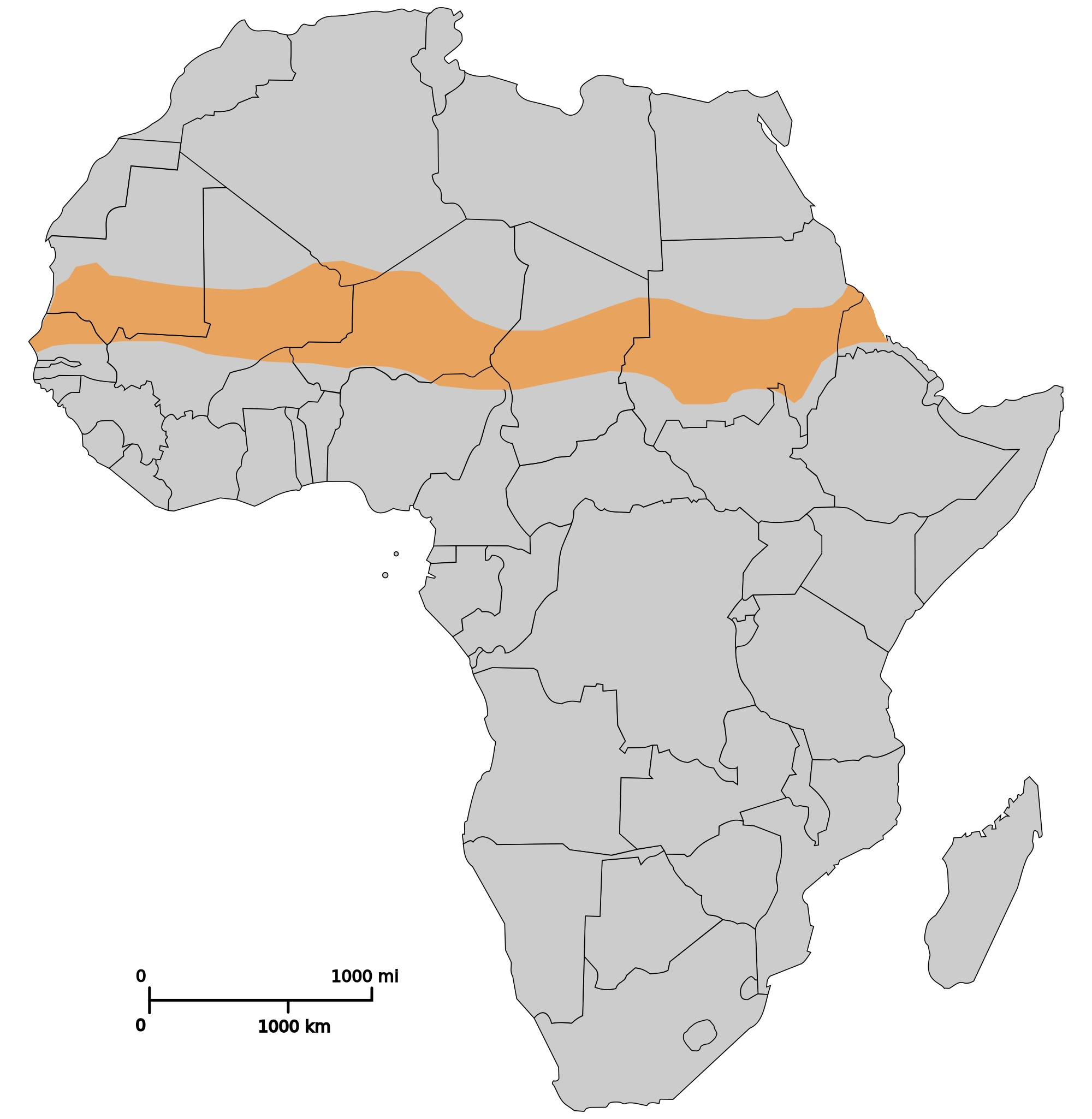
Ubicació del Sahel africà

El Sahel (de l'àrab ساحل, sāḥil, costa o frontera del Sàhara) és una ecoregió africana constituïda per una sabana o zona arbustiva tropical i subtropical semiàrida. Forma la transició entre el Sàhara al nord i la sabana lleugerament menys àrida del sud. També se la coneix com la regió sudanesa, però no s'ha de confondre amb l'estat del Sudan.

## Geografia
El Sahel fa 3.862 km de llarg, des de l'oceà Atlàntic a l'oest fins al mar Roig a l'est. En una banda que varia des d'alguns centenars fins a un miler de km d'ample, cobreix una superfície de 3.053.200 quilòmetres quadrats. és una ecoregió de transició entre els herbassars semiàrids i els arbustos espinosos que es troben entre la sabana arbrada del sud i el desert del Sàhara del Nord. Inclou els països del Senegal, Mauritània, Mali, Burkina Faso, Níger, Nigèria, el Txad, Sudan, i Eritrea.
La topografia del Sahel és principalment plana, i la zona es troba principalment entre els 200 i 400 metres d'altitud. Alguns altiplans isolats i de cadenes muntanyoses s'hi troben, però es consideren ecoregions separades, ja que la fauna i flora que tenen és diferent de les zones baixes.
Al llarg de la història africana, aquesta zona ha tingut alguns dels reialmes més avançats, beneficiant-se del comerç de les caravanes al llarg del desert.

## Clima

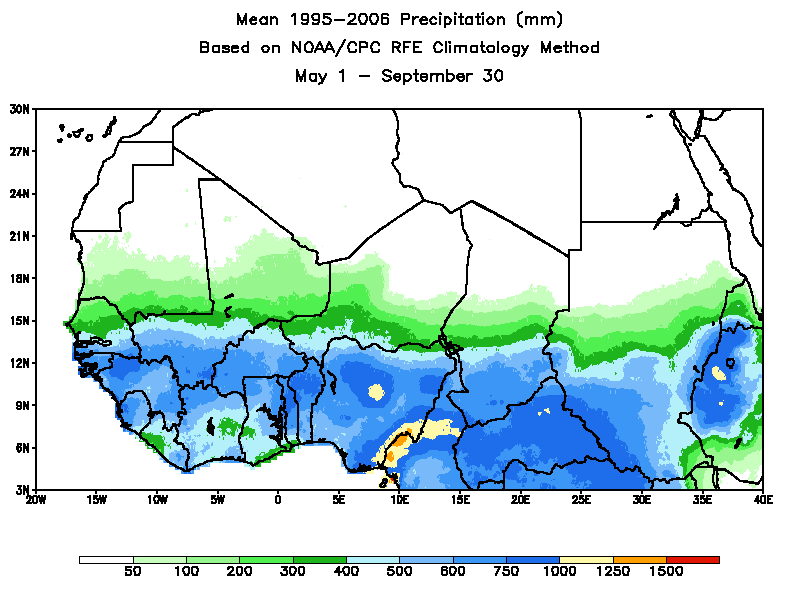
Mapa de la precipitació a Àfrica entre 1995 i 2008. El Sahel apareix als verds foscos i els blaus més clars.

El seu clima és càlid semiàrid. A la classificació climàtica de Köppen és BSh (clima semiàrid càlid).
Es caracteritza per pluges escasses i dues estacions marcades: una llarga, seca i hivernal, i una altra de plujosa, entre juliol i setembre, curta i estival.
Climàticament, el Sahel és la franja limitada al nord per la isoieta anuals de 100-150 mm, i al sud per la de 500-600 mm. Segons altres autors, entre 200 mm i 700 mm.
Al llarg del segle xx s'ha pogut observar un desplaçament d'ambdues línies cap al sud:
- Al període 1968-1997, la isoieta de 150 mm es va desplaçar entre 50 i 100 km més al sud respecte a la seva posició durant el període 1931-1960, augmentant la desertificació d'aquesta franja, en la qual hi ha diverses ciutats importants: Nouakchott (a Mauritània), Agadez (a Níger) i Khartum (a Sudan).[4]
- El mateix es pot dir del límit meridional del Sahel: també ha avançat cap al sud, però amb una distància una mica menor, de mitjana.

Tot i això, des de 1982 les pluges han augmentat, i en alguns llocs, també la vegetació.

## Flora i fauna
El Sahel està majoritàriament cobert d'herbassars i sabana, amb zones de boscos i arbusts. L'herba cobreix de manera contínua la regió, dominada per espècies herbàcies anuals com són Cenchrus biflorus, Schoenefeldia gracilis, i Aristida stipoides. Hi ha espècies d'acàcia com a arbres dominants, amb Acacia tortilis, la més comuna, i Acacia senegal o Acacia laeta. Altres espècies d'arbres que s'hi troben són Commiphora africana, Balanites aegyptiaca, Faidherbia albida, i Boscia senegalensis. En la part nord del Sahel, hi ha zones amb desert arbustiu amb Panicum turgidum i Aristida sieberana, alternades amb superfícies d'herbassar i sabana. Durant la llarga estació seca, molts arbres perden les fulles, i les herbes que són predominantment anuals moren.
Abans, en el Sahel s'hi trobaven molts animals herbívors incloent-hi els òrixs (Oryx dammah), les gaseles (Gazella dama), (Gazella dorcas) i (Gazella rufifrons) i l'Alcelaphus busephalus buselaphus. També hi havia depredadors com el licaó (Lycaon pictus), l'Acinonyx jubatus, i el lleó (Panthera leo). Les espècies més grosses han reduït el seu nombre per sobrecaça i competició amb la ramaderia i algunes espècies són ara vulnerables, en perill o extintes (com l'òrix dammah, que probablement està extingit en llibertat i l'Alcelaphus b.b., extingit).
Els aiguamolls estacionals del Sahel són importants per als ocells migradors.

## Història

### Inicis de l'agricultura
Al Sahel, es van donar els inicis de l'agricultura a l'Àfrica fa uns 7.000 anys amb l'inici del conreu de la melca i l'arròs de tipus africà (Oryza glaberrima). També es va domesticar la gallina de Guinea.
Fa uns 6.000 anys, el clima del Sàhara i del Sahel començà a ser més àrid i menys confortable. El canvi climàtic va fer baixar el cabal dels rius i disminuir l'aigua dels llacs i incrementà la desertificació. Això va reduir el rendiment de les pastures i provocà una gran emigració humana cap a l'Àfrica occidental, més humida.

### Regnes sahelians
La riquesa d'aquests regnes es basava en el control de les caravanes que travessaven el Sàhara. El seu poder raïa a disposar d'animals grossos com camells i cavalls útils per al comerç i també per a la guerra. Aquests imperis estaven força descentralitzats amb ciutats amb gran autonomia. El primer imperi va aparèixer cap a l'any 750.

### Període colonial
El Sahel occidental va caure sota el domini francès cap a finals del segle xix, formant part així de l'Àfrica Occidental Francesa. Txad es va sumar en 1900 com a part de l'Àfrica Equatorial Francesa. Els territoris francesos es van descolonitzar en 1960.
El Sahel oriental, que comprendria la part coneguda actualment com Sudan, no va caure sota el domini de les potències europees, però va ser annexionat per Mehmet Alí en 1820. Va caure sota administració britànica com a part del Sultanat d'Egipte el 1914.
El Sahel sudanès va formar part del Sudan independent el 1956, entrant en un llarg període d'inestabilitat i guerra, sent el seu exemple més recent el Conflicte de Darfur. La zona de l'extrem oriental del Sahel va caure sota control italià com a part de l'Eritrea italiana en 1890. Eritrea va ser annexada per Haile Selassie d'Etiòpia en 1962, aconseguint la independència en 1993 després d'una llarga guerra d'independència.

## Transhumància
Tradicionalment, molts habitants del Sahel han estat seminòmades, amb un sistema que sembla el més sostenible per al Sahel. La diferència d'humitat entre el nord i el sud del Sahel s'aprofita per a les pastures de la ramaderia.

## Sequeres del segle XX
El 1914, n'hi va haver una de molt important i que causà una gran fam. En la dècada de 1960, en canvi, hi va haver un notable increment de les precipitacions, fent la part més seca del nord més accessible; per part dels particulars i dels governs, s'encoratjà la migració al nord del Sahel i, per tant, s'incrementà el pasturatge aleshores; de 1968 a 1976, hi va tornar la secada amb gran erosió del sòls; al contrari que el 1914, la fam va ser temperada per l'ajuda internacional; aquesta situació catastròfica va ser l'origen de la fundació de l'organisme internacional Fons Internacional per al Desenvolupament Agrícola (International Fund for Agricultural Development).

## Desertificació i pèrdua del sòl
La sobreexplotació agrícola, el pasturatge excessiu, l'excés de població de les terres marginals i l'erosió natural del sòl han provocat la desertificació greu de la regió.
Les tempestes de pols més importants són un fenomen freqüent, també. Durant novembre de 2004, una sèrie de tempestes de pols importants van afectar el Txad, originàries de la depressió de Bodélé. Aquesta és una àrea comuna de tempestes de pols (se'n produeixen, de mitjana, 100 dies a l'any).
El 25 d'agost de 2008, gran quantitat de tempestes de pols van passar a través de les planes orientals de Somàlia i el nord-est de Kenya, encara colpejada per la sequera. El 23 de març de 2010, una important tempesta de sorra va afectar Mauritània, Senegal, Gàmbia, Guinea Bissau, Guinea, i l'interior de Sierra Leone. Una altra va afectar, alhora, el sud d'Algèria, l'interior de Mauritània, Mali i el nord de la Costa d'Ivori.
Tota la regió està en risc de desertificació.

## Inestabilitat i violència
Organitzacions terroristes com Boko Haram i Al-Qaida al Magrib Islàmic (AQMI) que operen al Sahel han contribuït a la violència, l'extremisme i la inestabilitat de la regió.
Des de novembre de 2018, J. Peter Pham ha estat enviat especial dels Estats Units per a la regió dels Grans Llacs d'Àfrica. Dos anys després, l'1 de març del 2020, el president nord-americà Donald Trump va enviar a aquest mateix diplomàtic la regió del Sahel per combatre la creixent violència dels grups terroristes.
Els violents conflictes entre pastors i agricultors a Nigèria, els atacs de març de 2019 contra pastors fulani a Mali, els Conflictes tribals sudanesos i altres països de la regió del Sahel s'han vist exacerbats pel canvi climàtic, la degradació de la terra, i el creixement de la població.
Les sequeres i l'escassetat d'aliments també s'han relacionat amb el conflicte del nord de Mali.
El 9 de juliol del 2020, els Estats Units van expressar la seva preocupació pel creixent nombre de denúncies d'abusos i violacions dels drets humans per part de les forces de seguretat estatals al Sahel.
La resposta dels Estats Units es va produir després que Human Rights Watch publiqués documents sobre el mateix tema l'1 de juliol de 2020.
Els informes de març del 2022 mostren que els activistes s'estan expandint i estenent al sud del Sahel.

## Col·laboració de la Unió Europea
La Unió Europea col·labora amb el Sahel en diversos aspectes: les mesures dutes a terme per la Comissió Europea giren a l'entorn de tres grans eixos: l'atenuació de la crisi i la preparació per a les catàstrofes (de novembre de 2011 a febrer de 2012), la intervenció d'urgència (de març a octubre de 2012), i la recuperació (a partir de l'octubre de 2012). Durant el 2012, la Comissió Europea va mobilitzar un total de 338,5 milions d'euros per a les crisis alimentàries i nutrícies de la regió del Sahel. En total, 6,8 milions de persones s'han beneficiat de l'ajuda alimentària; 3,6 milions han rebut cures nutricionals i 850.000 infants han estat tractats de malnutrició aguda.